# Bruciata viva
Bruciata viva. Vittima della legge degli uomini (Brûlée vive) è un romanzo autobiografico scritto da Suad, con la collaborazione di Marie-Thérèse Cuny. Pubblicato nel 2003 in Francia, ha venduto milioni di copie ed è stato tradotto in 37 lingue.
Suad è una sopravvissuta a un delitto d'onore e racconta la sua vita insieme a Jacqueline Thibault, della Fondazione SURGIR, che all'epoca collaborava con Terre des Hommes, che la aiutò a sopravvivere e a espatriare in Europa.
In Italia è stato pubblicato nel 2007 da Edizioni Piemme.

## Trama
Villaggio della Cisgiordania. Suad ha diciassette anni. È innamorata e incinta. Questa situazione è sinonimo di disonore per la sua famiglia che decide, dunque, di giustiziarla. Ad incaricarsi dell'esecuzione a morte sarà suo cognato che la cospargerà di benzina e la brucerà. Questa è una pratica normale agli occhi di tutti e non viene riconosciuta come omicidio. Ogni anno nel mondo se ne registrano molti di casi, alcuni non vengono neanche denunciati. Suad, gravemente ustionata, riesce a salvarsi grazie all'intervento di una donna che opera in un'organizzazione umanitaria. Ha deciso di raccontare al mondo la sua storia e far conoscere quello che si definisce un delitto d'onore.

## Personaggi principali
- Suad: Narratrice.
- Adnan e Leila: Genitori di Suad.
- Assad: Fratello di Suad.
- Hussein: Cognato di Suad.
- Maruan: Figlio di Suad.
- Jacqueline: Fondatrice della Fondazione Surgir, sosterrà Suad fino al suo trasferimento in Europa.

## Edizioni
- Suad, Bruciata viva, Vittima della legge degli uomini, L. Crepax (traduttore), Piemme, 2007, ISBN 9788838483295.